# Барановка (Елецкий район)
Бара́новка — деревня Федоровского сельсовета Елецкого района Липецкой области.

## География
Барановка находится в 4 км к востоку от села Хитрово.

## История
Основана около 1812 года. По данным 1866 года — «деревня казенная и владельческая Баранова (Яблоновские выселки) при колодцах, 23 двора».

## Население
| 2010 |
| ---- |
| 60   |